# Maravat
Maravat település Franciaországban, Gers megyében. Lakosainak száma 46 fő (2022. január 1.). Maravat Mansempuy, Puycasquier, Saint-Brès, Sainte-Gemme, Sérempuy és Taybosc községekkel határos.

## Népesség
A település népességének változása:
| Lakosok száma | 73   | 42   | 47   | 44   | 45   | 45   | 43   | 41   | 39   | 46   |
|               | 1968 | 1982 | 1990 | 2006 | 2013 | 2015 | 2017 | 2019 | 2020 | 2022 |